# Pterotricha nadolnyi
Pterotricha nadolnyi es una especie de araña araneomorfa del género Pterotricha, familia Gnaphosidae. Fue descrita científicamente por Zamani en 2018.
Habita en Emiratos Árabes Unidos.